# Bulbophyllum tekuense
Bulbophyllum tekuense är en orkidéart som beskrevs av Cedric Errol Carr. Bulbophyllum tekuense ingår i släktet Bulbophyllum och familjen orkidéer. Inga underarter finns listade i Catalogue of Life.